# Histerossalpingografia

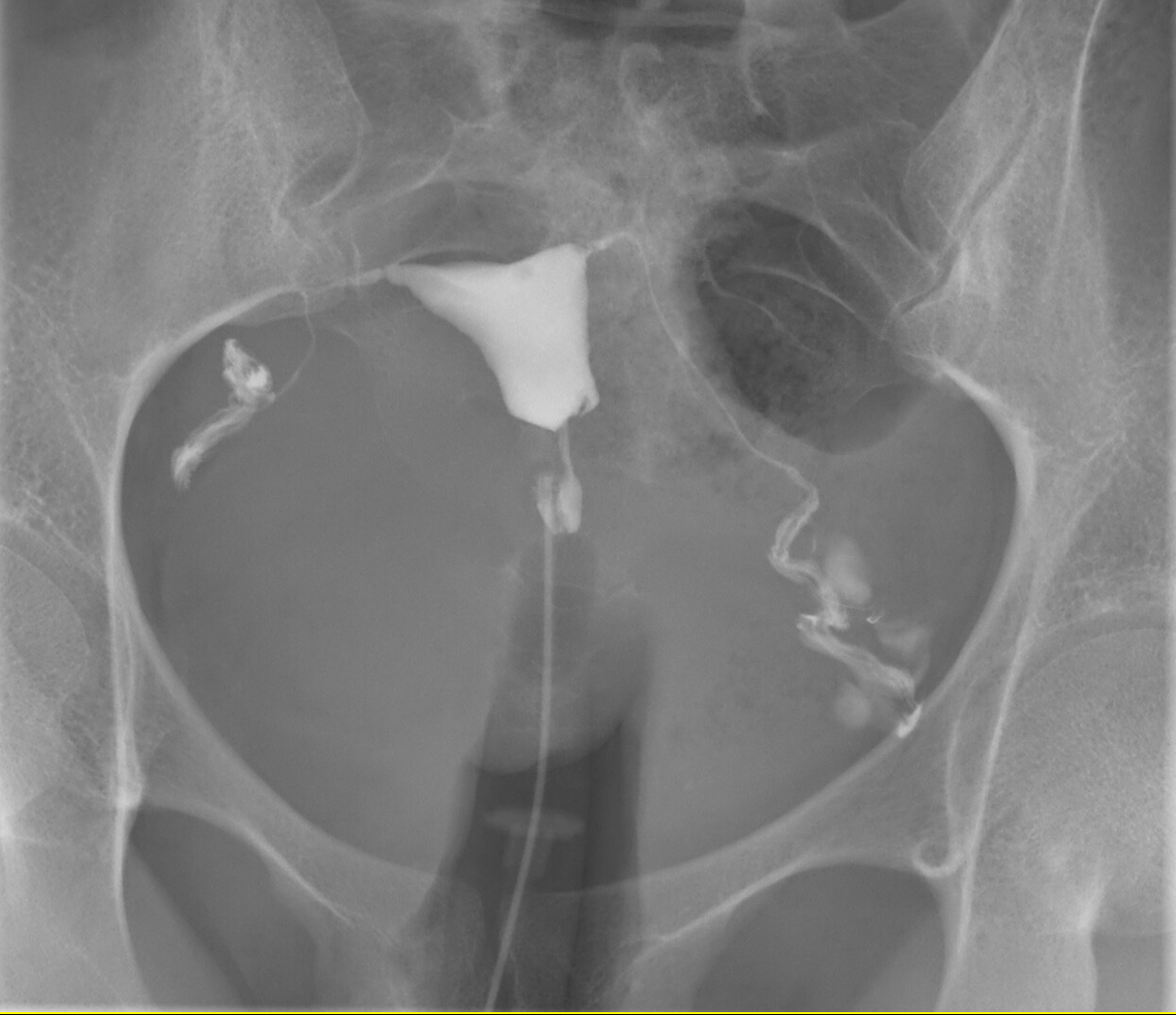
Uma histerossalpingograma normal. Observe o cateter entrando pela parte inferior da tela e o meio de contraste preenchendo a cavidade uterina (pequeno triângulo no centro).

Histerosalpingografia é um exame de raio-x do útero e das trompas uterinas, com a utilização de contraste iodado que é injetado no interior do útero através de uma cânula. Serve para diagnosticar malformações, doenças da cavidade uterina e do interior das trompas. Sua principal indicação está correlacionada com a infertilidade e é o melhor método[carece de fontes?] para diagnosticar obstrução das trompas.